# Nicolas Bergeron (mathématicien)
Pour les articles homonymes, voir Bergeron et Nicolas Bergeron (homonymie).
Nicolas Bergeron, né le 19 décembre 1975 à Clichy et mort en Belgique le 15 février 2024, est un mathématicien français. Spécialiste à la frontière de la géométrie, de la théorie des groupes et de la théorie des nombres, il est professeur à l'université Pierre-et-Marie-Curie à Paris.

## Carrière
Élève à l'École normale supérieure de Lyon de 1994 à 1998, il y soutient sa thèse de doctorat en 2000 sous la direction de Jean-Pierre Otal avec un mémoire intitulé Cycles géodésiques dans les variétés hyperboliques. Il est recruté comme chargé de recherches au CNRS en 2001, d'abord à l'université Paris-Sud, puis à l'École normale supérieure, avant d'être nommé professeur à l'université Pierre-et-Marie-Curie en 2006, où il travaille jusqu'à son décès le 15 février 2024,,.

## Travaux
Ses centres d'intérêt sont la géométrie et la topologie des espaces localement symétriques, les groupes arithmétiques, leur cohomologie. Ses derniers travaux,« ouvre[nt] une nouvelle voie vers la résolution du 12e problème de Hilbert pour les corps cubiques complexes. »
Il montre un intérêt marqué pour la diffusion des mathématiques et participe notamment au film Man Ray et les équations shakespeariennes et à la série Voyage au pays des maths diffusée sur Arte TV.
Plusieurs de ses publications dénotent un intérêt pour l'Oulipo : référence à la Tentative d’épuisement d’un lieu parisien de Georges Perec, article consacré à Jacques Roubaud. Grâce à son entremise, Henri Paul de Saint-Gervais a été élu Satrape du Collège de 'Pataphysique.

## Publications
- avec Laurent Clozel, Spectre automorphe des variétés hyperboliques et applications topologique, Société mathématique de France, coll. « Astérisque » (no 303), 2005 (MR 2245761, zbMATH 1098.11035, lire en ligne)
- avec Daniel Wise, « A Boundary Criterion for Cubulation », American Journal of Mathematics, vol. 134, no 3,‎ juin 2012, p. 843-859 (lire en ligne)
- Séminaire Nicolas Bourbaki 2011-2012 n° 1055 La conjecture des sous-groupes de surface, d'après Jeremy Kahn et Vladimir Marković
- Séminaire Nicolas Bourbaki 2013–2014 n° 1078 Toute variété de dimension 3 compacte et asphérique est virtuellement de Haken (d'après Ian Agol, Daniel Wise)
- Il a rédigé plusieurs articles pour le site Images des mathématiques du CNRS[14].
- « Comprendre les espaces de dimension 3 », La Recherche, no 496,‎ février 2015, p. 54.
- Le Spectre des surfaces hyperboliques, EDP Sciences, coll. « Savoirs actuels », septembre 2011, 338 p. (ISBN 9782759805648, présentation en ligne)
- Henri Paul de Saint-Gervais[15], Uniformisation des surfaces de Riemann, ENS Éditions, janvier 2011, 544 p. (ISBN 978-2-84788-233-9, présentation en ligne)
- avec Akshay Venkatesh, « The asymptotic growth of torsion homology for arithmetic groups », J. Inst. Math. Jussieu, vol. 12, no 2,‎ 2013, p. 391-447
- avec John Millson (de) et Colette Moeglin, « The Hodge conjecture and arithmetic quotients of complex balls », Acta Mathematica, vol. 216, no 1,‎ 2016, p. 1-125 (DOI 10.1007/s11511-016-0136-2)
- avec Pierre Charollois et Luis García, Cocycles de groupe pour GLn et arrangements d'hyperplans, American Mathematical Society-Centre de recherches mathématiques, coll. « CRM Monographs » (no 39), 2023 (ISBN 9781470474119, zbMATH 7753140, lire en ligne)

## Prix et récompenses
- Il est lauréat de la médaille de bronze du CNRS en 2007[16].
- Il est membre junior de l'Institut universitaire de France de 2010 à 2015[17].
- Il est orateur invité au Congrès international des mathématiciens en 2018 à Rio avec un exposé sur "Hodge theory and cycle theory of locally symmetric spaces"[18].
- Il est orateur invité des Takagi lectures[19] en 2018[20],[21].
- Il est titulaire de la chaire Aisenstadt et orateur invité à Montréal en 2020[22],[23].
- Il reçoit le prix fondé par l'État de l'Académie des sciences en 2023[24].